# Гумена боа
Гумена боа (Charina bottae), наричана също гумена змия и северноамериканска пясъчна боа, е вид змия от семейство Боидни (Boidae). Възникнал е преди около 1,8 млн. години по времето на периода кватернер. Видът не е застрашен от изчезване.

## Разпространение и местообитание
Разпространен е в Канада и САЩ.
Обитава гористи местности, места със суха почва, влажни места, планини, възвишения, каньони, ливади, храсталаци, савани, крайбрежия и плажове.

## Описание
Продължителността им на живот е около 26,5 години. Популацията на вида е стабилна.